# Ujesd Alexandrija
| Ujesd Alexandrija Александрийский уезд               | Ujesd Alexandrija Александрийский уезд |
| Wappen des Ujesd Alexandrija                         | Wappen des Ujesd Alexandrija           |
| Ujesd im Russischen Kaiserreich                      | Ujesd im Russischen Kaiserreich        |
| ---------------------------------------------------- | -------------------------------------- |
| Gouvernement                                         | Cherson                                |
| Verwaltungssitz                                      | Oleksandrija                           |
| Bestehen                                             | 1805-1920                              |
| Fläche                                               | 9.810,6 km²                            |
| Bevölkerung                                          | 416.576 (1897)                         |
| Dichte                                               | 42 Ew/km²                              |
| Ujesd Alexandrija innerhalb des Gouvernement Cherson |                                        |

Der Ujesd Alexandrija (russisch Александрийский уезд Alexandrijski ujesd, ukrainisch Олександрійський повіт Olexanderijskyj powit) war ein 1805 gebildeter Ujesd (Verwaltungseinheit) des Gouvernements Cherson im Russischen Kaiserreich. Nach dessen Ende bestand es noch bis 1920. Verwaltungssitz des Ujesd war die Stadt Oleksandrija im Zentrum der heutigen Ukraine.

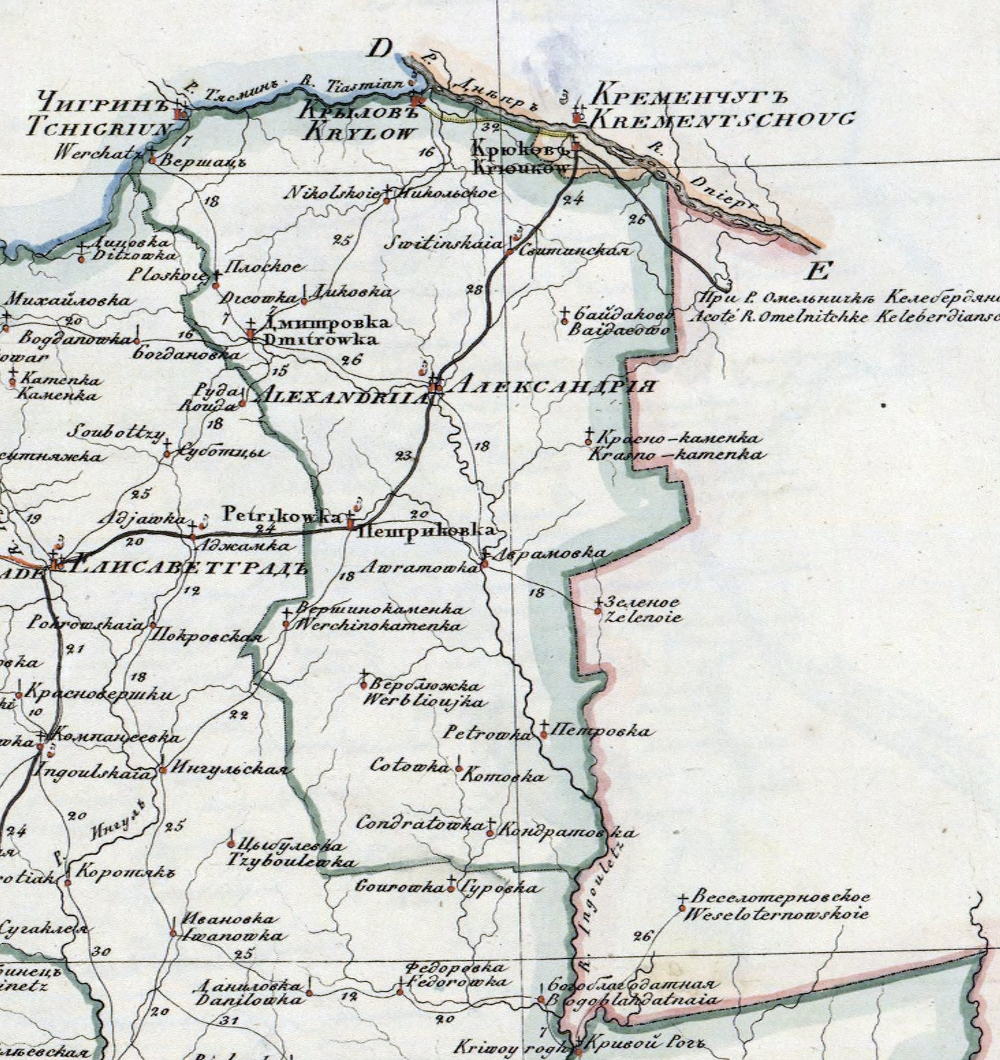
Karte des Ujesd Alexandrija aus dem Jahr 1821

## Geographie
Der Ujesd hatte eine Fläche von 9810,6 km² und befand sich im Nordosten des Gouvernement Cherson. Der Bezirk grenzte im Osten an das Gouvernement Jekaterinoslaw (Ujesd Werchnedneprowsk), wobei die Flüsse Inhulez und Schowta eine natürliche Grenze bildeten. Im Norden bildete der Dnepr die Grenze, ihm gegenüber lag das Gouvernement Poltawa.
Der Ujesd Alexandrija umfasste den Norden und Osten der heutigen Oblast Kirowohrad und Teile des Westens der Oblast Dnipropetrowsk, wie das Stadtgebiet des heutigen Schowti Wody. Das Gebiet erstreckte sich somit in etwa über die heutigen Rajons Oleksandrija, Petrowe, Switlowodsk, Onufrijiwka und die Stadt Oleksandrija.

## Bevölkerung
Die Einwohnerzahl des Ujesd Alexandrija betrug zur Zeit der Volkszählung von 1897 416.576 Einwohner (davon 209168 Männer und 207408 Frauen). Auf die Stadt Oleksandrija entfielen davon 14.007 Einwohner.
Im Ujesd waren folgende Sprachgruppen zu unterscheiden: Ukrainisch: 354.456, Russisch: 39.072, Jüdisch: 15.322, Rumänisch: 2721, Deutsch: 1356, Polnisch: 966, Bulgarisch 6, Belarussisch: 2354, Griechisch: 26, Tatarisch: 69, Armenisch: 4, Zigeuner: 120.